# Chiridius obtusifrons
Chiridius obtusifrons är en kräftdjursart som beskrevs av Georg Ossian Sars 1902. Chiridius obtusifrons ingår i släktet Chiridius och familjen Aetideidae. Inga underarter finns listade i Catalogue of Life.